# Echiniscus storkani
Echiniscus storkani är en djurart som tillhör fylumet trögkrypare, och som beskrevs av Bartos 1940. Echiniscus storkani ingår i släktet Echiniscus och familjen Echiniscidae. Inga underarter finns listade i Catalogue of Life.